# 陽羽里站
陽羽里站（日语：／ Hibari eki */?）是位於石川縣白山市陽羽里二丁目，北陸鐵道的石川線車站。車站編號為I11。

## 概要
此站是請願車站，由白山市曾谷町土地整理組合負擔建設費用（約8千萬日圓）。此站是石川線首座新車站。在北陸鐵道中，繼小松線沖站 (石川縣)後，55年來的一座新車站。
車站周邊進行了白山市曾谷町土地調整計劃，於周邊開始發展住宅區，車站名稱與開發中的住宅區名稱相同。本站為現時北陸鐵道中最近期開設的車站。

## 車站構造
車站是一座地面車站，設有1面1線單式月台。此站是無人車站。月台長41米，寬3米。站內設有候車室和斜道。站前設有迴旋路，並計劃把社區巴士駛入至站前，另外也有公園和集會場。
列車靠近時，往野町方向為左側上落，往鶴來方向為右側上落。
| 路線    | 上下行 | 方向     | 備註     |
| ------- | ------ | -------- | -------- |
| ■石川線 | 上行   | 野町方向 | 左側上落 |
| ■石川線 | 下行   | 鶴來方向 | 右側上落 |

## 歷史
- 2014年7月31日：國土交通省北陸信越運輸局（日语：北陸信越運輸局）許可建設新站[2][8]。
- 2015年：

- 3月8日：舉行完成典禮
- 3月14日：車站啟用。

- 2017年3月4日：隨著車站周邊進行土地整理計劃，町名由曾谷町改為陽羽里[11]。
- 2019年4月1日：增設車站編號[12]。

## 使用狀況
根據「令和元年度版白山市統計書」，1日平均上下車人次。另外，在啟用首個年度預想每日有130人使用車站，第五年度有300人使用車站。但是，從開業至今，均未曾錄得有一年的每日平均上落人數是超過100人。
| 年度   | 1日平均 上下車人次 |
| ------ | ------------------ |
| 2014年 | 14                 |
| 2015年 | 11                 |
| 2016年 | 21                 |
| 2017年 | 24                 |
| 2018年 | 35                 |
| 2019年 | 42                 |
| 2020年 | 36                 |
| 2021年 | 48                 |
| 2022年 | 56                 |

## 車站周邊
車站東邊位於陽羽里新市鎮（正在發展中）。
- 金澤村田製作所（日语：金沢村田製作所）
- 中村留精密工業（日语：中村留精密工業）

## 巴士路線
- めぐーる（白山市社區巴士） 南路線

## 相鄰車站
北陸鐵道
■石川線
四十萬（I10）－陽羽里（I11）－曾谷（I12）

### 備注
1. ↑  在1960年4月1日啟用。在1986年6月1日小松線廢止，該站也廢止[5]

## 外部連結
- 北陸鐵道陽羽里站（日語）